# Peter Hefti (1922-2012)
Peter Hefti (Zürich, 6 oktober 1922 - Glarus Süd, 17 september 2012) was een Zwitsers jurist en politicus voor de Vrijzinnig-Democratische Partij (FDP/PRD) uit het kanton Glarus.

## Biografie

### Afkomst en opleiding
Peter Hefti was een zoon van Hans Hefti en een kleinzoon van Peter Hefti. Hij was de vader van Thomas Hefti. In 1958 trouwde hij met Ursula Spoerry.
Na zijn schooltijd aan de kantonnale school van Zürich studeerde Peter Hefti rechten in Bern, Zürich, Genève en Bazel, waar hij in 1947 een doctoraat behaalde. Vervolgens volgde hij een postgraduaat in de Verenigde Staten.

### Jurist
Nadien vestigde Hefti zich als advocaat in Glarus. Vanaf 1952 was hij strafrechter. Vervolgens was hij van 1963 tot 1990 voorzitter van het Obergericht van het kanton Glarus.

### Politicus
Op politiek vlak was Hefti lid van de Landraad van Glarus tussen 1953 en 1968. Vanaf 1959 zetelde hij tevens in het gemeentebestuur van zijn woonplaats Schwanden, waarvan hij van 1978 tot 1986 burgemeester was.
Van 4 juni 1968 tot 1 mei 1990 was hij lid van de Kantonsraad, waarvan hij van 1 december 1980 tot 30 november 1981 voorzitter was. In het parlement was lid van onder meer de commissies Militaire Zaken en Buitenlandse Handel, alsook van de commissie inzake de Zwitserse federale spoorwegen. Verder was hij voorzitter van de commissie Financiën. Daarnaast zetelde hij in de Interparlementaire Unie.